# 别洛梅斯特诺耶农村居民点 (新奥斯科尔区)
别洛梅斯特诺耶农村居民点（俄语：Беломестненское сельское поселение）是俄罗斯联邦别尔哥罗德州新奥斯科尔区所属的一个农村居民点。其下辖有6个居民点，行政中心为别洛梅斯特诺耶。据2016年统计，该农村居民点的人口为2411人。